# Ismael Hernández Uscanga
Ismael Marcelo Hernández Uscanga (* 23. Januar 1990 in Cuautla) ist ein mexikanischer Pentathlet.

## Leben
Ismael Hernández Uscanga sicherte sich seine erste internationale Medaille mit Silber bei den Panamerikanischen Spielen 2015 in Toronto. Im Jahr darauf nahm er in Rio de Janeiro erstmals an den Olympischen Sommerspielen teil. Den Wettkampf beendete er mit 1468 Punkten hinter Alexander Lessun und Pawlo Tymoschtschenko auf dem Bronzerang.
2010 war Hernández Uscanga positiv auf Clenbuterol getestet und anschließend gesperrt worden.